# 남양군부인
남양군부인 홍씨(南陽郡夫人 洪氏, 1544년 ~ 1569년)은 조선 중기의 왕실 여인으로 선조의 형수이자 선조의 백형 왕손 하원군의 부인이다. 홍언필의 손녀이자 홍섬의 딸로 본관은 남양이다.

## 생애
승정원 좌부승지 증 영의정 홍형(洪洞)의 증손녀이며, 의정부 영의정 익성부원군(益城府院君) 문희공(文僖公) 홍언필의 손녀이다. 아버지는 영의정 강녕군(江寧君) 경헌공(景憲公) 홍섬이고, 어머니는 우의정 한확의 5대손 증 병조판서 한자(韓慈)의 딸로 부부인 청주한씨(府夫人 淸州韓氏)이다.
1544년(중종 39) 12월 21일 태어났다. 섬세하고 순박하며 단정하고 아름다웠으며, 외면은 민첩한듯하나 내면은 장중하여 말씀과 웃음이 적었다. 어릴 때부터 장난을 좋아하지 않았고, 다만 훈계와 경계함을 좋아하여 평소에 효경과 소학 등 학문에 통달하였다.
아버지가 매번 독서할 때마다 아버지 곁에 가까이서 시중 들며, 반드시 눈을 딴데로 옮기지 않았는데 아버지가 때때로 물으면 대략 그 대의를 말하였다 하니 이로부터 부모님의 지극한 사랑을 받게 되었다.
1561년(명종 16) 18세 때 왕손 하원군 이정의 배우자로 간택되어 길례를 올리고, 외명부 품계를 받았다. 부군을 섬기기를 공경으로 하셨으되 자기 마음대로 하지 않았으며, 일을 대함에 경계하고, 돕는 바가 많았고 비복(婢僕)들을 어루만져 이끌음에 모두 은혜와 기강이 있었으니 종당(宗黨)의 모든 분들이 칭송하였다.
1569년(선조 2) 10월에 자녀는 3남 1녀를 두고, 자식을 출산한 후유증으로 이해 10월 19일 도정궁에서 향년 26세로 별세하였다. 임종할 때 맑은 정신으로 조용히 하원군과 부모님께 결별을 고하니 듣는 이들이 슬퍼하고, 안타깝게 여기지 않는 자가 없었다. 이날 선조는 광화문에 나아가 무과시험장에 있었는데 형수의 부음을 듣고 놀라고 슬퍼하신 나머지 막차에 들어가 대신들에게 명하여 무과시험을 마무리하라 하고, 특별히 부의를 많이 내려 장례 소재지로 하여금 많은 장정을 징발하여 그 역사에 이바지하게 하고, 1570년(선조 3) 1월 임신일에 장지를 남양주 남쪽 노원리 수락산 남쪽 기슭 덕흥대원군 묘소 남쪽 백보 거리 언덕에 예장하였다.
현재 묘소에 남양군부인홍씨 묘갈문이 남아 있으며, 묘소는 경기도기념물 제55호 덕흥대원군묘에 포함되어 문화재 지정 및 보호되고 있다.

## 가족관계
친정 고모부 윤진을 통해 정현왕후하고도 사돈간이 된다. 정현왕후의 오빠의 아들이 남양군부인의 고모부였다.
- 할아버지 : 홍언필
- 할머니 : 송씨, 송질의 딸, 혜정옹주의 남편 송인의 누이
  - 고모 : 남양홍씨
  - 고모부 : 윤진(尹珍), 정현왕후의 조카이자 오빠 윤탕로의 아들
- 아버지 : 홍섬
- 어머니 : 부부인 청주한씨(府夫人 淸州韓氏) - 우의정 한확의 6대손, 증 병조판서 한자(韓慈)의 딸
- 부군 : 하원군
  - 장남 : 당은군 이인령
  - 2남 : 익성군 이향령
  - 3남 : 영제군 이석령 - 숙부 하릉군에게 출계
  - 딸 : 이희령(李稀齡, 1563년 - ?년), 행주인(幸州人) 덕평부원군 기자헌에게 출가
- 시아버지 : 덕흥대원군
- 시어머니 : 하동부대부인
- 시동생 : 하릉군
- 시동생 : 선조

- 기타 : 혜정옹주, 시댁 서숙모이자 친정쪽으로는 친정 진외종조모가 된다.
- 기타 : 중종, 시할아버지이지자 고모부 윤진의 고모부

## 같이 보기
- 홍언필
- 홍섬
- 정현왕후
- 남곤
- 윤유후
- 중종
- 송질
- 송인